# St. Jakob in Defereggen
St. Jakob in Defereggen é um município da Áustria, situado no distrito de Lienz, no estado do Tirol. Tem 185,96 km² de área e sua população em 2019 foi estimada em 842 habitantes.